# Jaílma de Lima
Jailma Sales de Lima (Taperoá, 31 de desembre de 1986) és una esportista brasilera d'atletisme.
Va ser part del conjunt femení d'atletisme brasiler que va aconseguir la medalla de plata als Jocs Panamericans de 2011 en Guadalajara en la modalitat de 4x400 metres relleus, al costat de Bàrbara d'Oliveira, Geisa Coutinho i Joelma Sousa. A més, va representar a Brasil als Jocs Olímpics de Londres 2012, així com en els Jocs Mundials Militars de 2011 de Rio de Janeiro; en aquesta última competició va aconseguir la medalla d'or en els 4x400 m relleus i la medalla de bronze en els 400 m.
A nivell iberoamericà, va rebre la medalla de bronze en els 4x400 m relleus al costat de Sheila Juvelina, Bàrbara Farías d'Oliveira i Aline Leone dos Santos i els 400 m al XIV Campionat Iberoamericà d'Atletisme de 2010 a San Fernando, Espanya, mentre que ostenta la plusmarca subcontinental en els 4x400 m relleu amb 3min 26s 68 aconseguit al Trofeu Brasil. D'altra banda, va aconseguir la medalla de bronze en els 400 m del 46è Campionat Sud-americà d'Atletisme realitzat a Lima l'any 2009 i la medalla d'or en els 400 metres tanques de la 47a edició realitzada a Buenos Aires l'any 2011.